# علم الألوان

علم الألوان Color science هو الدراسة العلمية للألوان ويشمل علوم الإضاءة والبصريات، وقياس الضوء واللون. وعلم وظائف الأعضاء والفيزياء النفسية والنمذجة اللونية ورؤية الألوان، واستنساخ الألوان.

## المنظمات
| - اللجنة الدولية للإضاءة (CIE) - جمعية هندسة الإضاءة (IES) - مجلس الألوان المشترك (ISCC) - جمعية علوم وتكنولوجيا التصوير (IS&T) - جمعية الألوان الدولية (AIC) - جمعية البصريات الأمريكية (OSA) - جمعية الصباغة والملونين (SDC) - الرابطة الأمريكية لكيميائيي وملوني النسيج (AATCC) - جمعية البحث في الرؤية وطب العيون (ARVO) - إيه سي إم سيجراف - جمعية علوم الرؤية (VSS) - مجلس قياسات الإشعاع البصري (CORM) |
| --- |

## المجلات
المجلة العلمية البارزة التي تنشر أوراقًا بحثية في علم الألوان هي Color Research and Application، والتي بدأت في عام 1975 من خلال مؤسس رئيس التحرير فريد بيلماير، جنبًا إلى جنب مع Gunter Wyszecki و Michael Pointer و Rolf Kuehni، كمتابعة لمجلة اللون Journal of Colour (1964) - 1974). في السابق، تم تقسيم معظم أعمال علم الألوان بين المجلات ذات التركيز الأوسع أو المتداخل جزئيًا مثل مجلة الجمعية البصرية الأمريكية (JOSA)، وعلوم وهندسة التصوير الفوتوغرافي (1957-1984)، ومجلة جمعية الصباغة والملونين. (أعيدت تسميتها بتقنية التلوين في عام 2001).
تشمل المجلات الأخرى التي تُنشر فيها أوراق علوم الألوانː
- the Journal of Imaging Science & Technology
- the Journal of Perceptual Imaging
- the Journal of the International Colour Association (JAIC)
- the Journal of the Color Science Association of Japan, Applied Optics
- the Journal of Vision.